# Ingvar Persson (journalist)
Ingvar Persson, född 1962, är en svensk journalist, som sedan åtminstone 2001 arbetar som ledarkrönikör på socialdemokratiska Aftonbladet. År 2005 skrev han boken Konflikten i Vaxholm – svensk arbetsmarknad i förändring om Vaxholmskonflikten, som utgavs på Premiss förlag, tillhörande Arenagruppen. Tidigare har han varit redaktör för Tvärdrag.